# Cecilioides eucharista
Cecilioides eucharista is een slakkensoort uit de familie van de Ferussaciidae. De wetenschappelijke naam van de soort is voor het eerst geldig gepubliceerd in 1864 door Jules René Bourguignat.